# Višňové (Žilina)
Višňové é um município da Eslováquia, situado no distrito de Žilina, na região de Žilina. Tem 15,17 km² de área e sua população em 2018 foi estimada em 2.883 habitantes.

## Demografia
| Ano:        | 1994 | 2004   | 2014   | 2024   |
| ----------- | ---- | ------ | ------ | ------ |
| Broj ljudi: | 2436 | 2520   | 2750   | 3013   |
| Razlika:    |      | +3,44% | +9,12% | +9,56% |

| Ano:               | 2023 | 2024   |
| ------------------ | ---- | ------ |
| Número de pessoas: | 3010 | 3013   |
| Diferença:         |      | +0,09% |